# Rehman (attore)
Rehman, pseudonimo di Said Rehman Khan (Lahore, 23 giugno 1921 – Mumbai, 5 novembre 1984), è stato un attore indiano.

## Filmografia parziale
- Pyar Ki Jeet, regia di O. P. Dutta (1948)
- Bari Behen, regia di D. D. Kashyap (1949)
- Pardes, regia di M. Sadiq (1950)
- Sete eterna (Pyaasa), regia di Guru Dutt (1957)
- Chhoti Bahen, regia di Prasad (1959)
- Chaudhvin Ka Chand, regia di M. Sadiq (1960)
- Sahib Bibi Aur Gulam, regia di Abrar Alvi (1962)
- Dil Ne Phir Yaad Kiya, regia di C. L. Rawal (1966)
- Waqt, regia di Yash Chopra (1965)